# 1987

## Събития
- През 1987 г. се родил пет милиардният жител на Земята
- 2 януари – Армията на Чад унищожава либийска бронирана бригада в рамките на Битката за Фада.
- 3 януари – Арета Франклин става първата жена с място в Рокендрол залата на славата.
- 8 януари – Промишленият индекс Дау Джонс за първи път затваря с над 2000 пункта.
- 16 януари – Леон Фебрес Кордеро, президент на Еквадор, е отвлечен от привърженици на поставения в затвор генерал Франк Варгас.
- 29 януари – Завършва мандата на Уилям Кейси като директор на Централното разузнавателно управление.
- 11 февруари – Армията на САЩ детонира атомно оръжие в Невада.
- 23 март – започва сагата „Дързост и красота“
- 7 април – Харолд Уошингтън е преизбран за кмет на Чикаго.
- 9 май – Самолетът при полет 5055 на „LOT Полиш Еърлайнс“ се разбива близо до Варшава поради дефектни лагери в един от двигателите и убива 183 души, при най-смъртоносната авиационна катастрофа в историята на Полша.
- 16 август – Самолетът при полет 255 на „Нортуест Еърлайнс“ катастрофира след излитане от летището в Детройт, загиват 155 души, а по чудо се спасява 4-годишно момиче.
- 30 август – Стефка Костадинова поставя световен рекорд в скока на височина – 209 см.
- 15 октомври – Самолетът при полет 460 на „Еъро Транспорти Италиани“ се разбива в планината, близо до езерото Лаго ди Комо, Италия и убива всички 37 души на борда.
- 15 ноември – Самолетът при полет 1713 на „Континентал Еърлайнс“ се разбива по време на излитане от международното летище „Стейпълтън“, Денвър, Колорадо, при което загиват 25 души.
- 28 ноември – Самолетът при полет 295 на „Саут Африкан Еъруейс“ се разбива в Индийския океан и убива всички 159 души на борда.
- 29 ноември – Севернокорейски агенти поставят бомба в самолета полет 858 на „Кориън Еър“, при което загиват всички 115 пътници и екипаж.
- 7 декември – Самолетът при полет 1771 на „Пасифик Саутуест Еърлайнс“ се разбива близо до Пасо Роблес, Калифорния, и убива всички 43 души на борда. Инцидентът се случва, след като недоволен пътник застрелва бившия си шеф, който пътува в машината, след което застрелва и двамата пилоти и насочва самолета към земята.

## Родени
- 2 януари – Иван Колев, български волейболист
- 17 януари – Александър Усик, украински боксьор
- 18 януари – Йохан Джуру, швейцарски футболист
- 23 януари – Андреа, българска попфолк певица
- 8 февруари – Виктор Неделчев, български сноубордист.
- 10 февруари – Поли Генова, българска поп певица
- 12 февруари – Георги Божилов, български футболист
- 19 февруари – Ахмед Адли, египетски шахматист
- 21 февруари – Ашли Грийн, американска актриса и модел
- 24 февруари – Жельо Желев, български футболист
- 26 февруари – Иван Петков, български политик и икономист
- 3 март – Елнур Хюсейнов, азербайджански певец
- 10 март – Петър Колев, български футболист
- 17 март – Владимир Илиев, български биатлонист
- 27 март – Иван Тодоров, български футболист
- 28 март – Ивайло Шотев, български политик и икономист
- 31 март 
  - Георг Листинг, немски баскитарист
  - Божидар Митрев, български футболист
- 2 април – Сезгин Мехмед, български политик и икономист
- 5 април – Антон Порязов, български актьор
- 9 април – Джеси Маккартни, американски певец
- 14 април – Ервин Хофер, австрийски футболист
- 19 април – Мария Шарапова, руска тенисистка
- 1 май 
  - Сашко Пандев, футболист от Република Македония
  - Тезджан Наимова, българска лекоатлетка
- 4 май – Сеск Фабрегас, испански футболист
- 6 май – Мун Гън-йон, южнокорейска актриса
- 22 май 
  - Новак Джокович, сръбски тенисист
  - Григор Григоров, гросмайстор по шах
- 24 май – Тома Здравков, български рок певец
- 31 май – Александър Бранеков, български футболист
- 2 юни – Атанас Чипилов, български футболист
- 4 юни – Керем Бюрсин, турски актьор
- 7 юни – Димитър Симеонов, български футболист
- 10 юни – Мартин Харник, австрийски футболист
- 16 юни – Красимир Анев, български биатлонист
- 21 юни – Зебастиан Прьодъл, австрийски футболист
- 22 юни – И Мин-хо, южнокорейски актьор
- 24 юни – Лионел Меси, аржентински футболист
- 3 юли – Себастиан Фетел, германски пилот във формула 1
- 7 юли – Силвия Петкова, българска актриса
- 13 юли – Игнат Дамянов, български футболист
- 21 юли – Атанас Николов, български футболист
- 27 юли 
  - Линда Зечири, българска бадминтонистка
  - Павел Ковачев, български футболист
- 28 юли – Арман Пашикян, арменски шахматист
- 31 юли – Британи Байрнес, австралийска актриса
- 7 август – Десислава Георгиева, български политик
- 8 август – Мадалина Даяна Генеа, румънска актриса и модел
- 13 август – Цанко Цанков, български плувец
- 14 август – Синем Кобал, турска актриса и модел
- 13 септември – Цветана Пиронкова, българска тенисистка
- 28 септември – Хилари Дъф, актриса от САЩ
- 5 октомври – Александра Жекова, българска сноубордистка
- 9 октомври – Баръш Ардуч, турски актьор
- 19 октомври – Димитър Андонов, български футболист
- 19 ноември – Тара Уайт, чешка порнографска актриса и телевизионен водещ
- 30 ноември – Николета Лозанова, български модел
- 18 декември – Снеха Улал, индийска актриса
- 21 декември – Бойко Кръстанов, български актьор
- 26 декември – Димитър Воденичаров, български футболист

## Починали
- Беньо Тотев, български професор, композитор, диригент и учител
- Бончо Несторов, български писател и журналист
- Страшимир Джамджиев, български преводач (р. 1901 г.)
- 24 януари – Паскал Стружев, български художник
- 2 февруари – Карлош Жозе Кастильо, бразилски футболист
- 4 февруари – Карл Роджърс, американски хуманистичен психолог
- 22 февруари – Анди Уорхол, американски художник (р. 1928 г.)
- 10 март – Живко Чинго, писател от СР Македония
- 13 март – Бернхард Гжимек, германски зоолог
- 17 март – Асен Василев, български художник, резбар
- 26 март – Ойген Йохум, немски диригент
- 11 април
  - Ърскин Колдуел, американски писател (р. 1903 г.)
  - Примо Леви, писател, химик
- 15 април – Масатоши Накаяма, японски каратист (р. 1913 г.)
- 19 април – Максуел Тейлър, американски офицер
- 3 май – Далида, френска певица от италиански произход
- 1 юни – Ерол Бароу, Барбадоски политик
- 8 юни – Цеко Торбов, български философ, правист, преводач
- 9 юни – Пеньо Колев, български строител (р. 1902 г.)
- 22 юни – Фред Астер, американски актьор и танцьор (р. 1899 г.)
- 1 юли – Константинос Цацос, гръцки политик (р. 1899 г.)
- 25 юли – Вера Иванова-Мавродинова, български учен
- 26 юли – Мистер Сенко, български илюзионист (р. 1905 г.)
- 27 юли – Никола Маринов, български военен деец
- 7 август
  - Михайло Апостолски, югославски военен
  - Нобусуке Киши, Министър-председател на Япония
- 16 август – Андрей Александрович Миронов, сред най-популярните съветски филмов и театрален актьор, режисьор, естраден певец (р. 1941 г.)
- 17 август – Рудолф Хес, германски политик
- 28 август – Джон Хюстън, американски режисьор (р. 1906 г.)
- 29 август – Лий Марвин, американски актьор (р. 1924 г.)
- 6 септември – Митко Григоров, български политик, дипломат
- 30 септември – Алфред Бестър, американски писател (р. 1913 г.)
- 2 октомври – Питър Медауар, английски биолог и имунолог
- 3 октомври – Жан Ануи, френски драматург
- 7 октомври – Христо Андонов - Полянски, югославски историк
- 20 октомври – Андрей Колмогоров, руски математик (р. 1903 г.)
- 31 октомври – Джоузеф Камбъл, американски митолог
- 10 ноември – Сейни Кунче, нигерски военен диктатор
- 23 ноември – Соломана Канте, африкански писател
- 3 декември – Кристине Буста, австрийска поетеса и белетристка
- 8 декември – Евлоги Йорданов, български футболист
- 17 декември – Маргьорит Юрсенар, френска писателка
- 27 декември – Георги Узунски, български писател
- 31 декември – Рандал Гарет, американски писател (р. 1927 г.)

## Нобелови награди
- Физика – Георг Беднорц, Александър Мюлер
- Химия – Доналд Крам, Жан-Мари Лен, Чарлз Педерсън
- Физиология или медицина – Сусуму Тонегава
- Литература – Йосиф Бродски
- Мир – Оскар Ариас Санчес
- Икономика – Робърт Солоу